# Cortinariaceae
Cortinariaceae is een botanische naam van een familie van schimmels. Volgens de Index Fungorum bestaat de familie uit zeven geslachten:
- Cortinarius (Gordijnzwam)
- Mackintoshia
- Phaeocollybia
- Protoglossum
- Pyrrhoglossum
- Quadrispora
- Stephanopus